# Lijst van wereldkampioenen curling vrouwen
Het wereldkampioenschap curling vrouwen wordt sinds 1979 gehouden. Hieronder volgt een lijst van de winnaars.

## Overzicht
| Jaar | Goud | Goud                                                                                    | Zilver | Zilver                                                                                      | Brons | Brons                                                                                |
| Jaar | Land | Team                                                                                    | Land   | Team                                                                                        | Land  | Team                                                                                 |
| ---- | ---- | --------------------------------------------------------------------------------------- | ------ | ------------------------------------------------------------------------------------------- | ----- | ------------------------------------------------------------------------------------ |
| 1979 | SUI  | Gaby Casanova Rosie Manger Linda Thommen Betty Bourgiun                                 | SWE    | Birgitta Törn Katarina Hultling Susanne Gynning-Ödling Gunilla Bergman                      | CAN   | Lindsay Sparkes Dawn Knowles Robin Wilson Lorraine Anne Bowles                       |
| 1979 | SUI  | Gaby Casanova Rosie Manger Linda Thommen Betty Bourgiun                                 | SWE    | Birgitta Törn Katarina Hultling Susanne Gynning-Ödling Gunilla Bergman                      | SCO   | Beth Lindsay Ann McKellar Jeanette Johnston May Taylor                               |
| 1980 | CAN  | Marj Mitchell Nancy Kerr Shirley McKendry Wendy Leach                                   | SWE    | Elisabeth Högström Carina Olsson Birgitta Sewik Karin Sjögren                               | SCO   | Betty Law Bea Sinclair Jane Sanderson Carol Hamilton                                 |
| 1981 | SWE  | Elisabeth Högström Carina Olsson Birgitta Sewik Karin Sjögren                           | CAN    | Susan Seitz Judy Erickson Myrna McKay Betty McCraken                                        | NOR   | Anne Jøtun Bakke Bente Hoel Elisabeth Skogen Hilde Jøtun                             |
| 1982 | DEN  | Helena Blach Mariane Jørgensen Astrid Birmbaum Jette Olsen                              | SWE    | Elisabeth Högström Katarina Hultling Birgitta Sewik Karin Sjögren                           | SCO   | Isobel Torrance, Jr. Isobel Waddell Marion Armour Margaret Wiseman                   |
| 1983 | SUI  | Erika Müller Barbara Meyer Barbara Meier Christina Wirz                                 | NOR    | Eva Vanvik Åse Vanvik Alvhild Fugelmo Liv Grøseth                                           | CAN   | Penny LaRocque Sharon Horne Cathy Caudle Pam Sanford                                 |
| 1984 | CAN  | Connie Laliberte Chris More Corrine Peters Janet Arnott                                 | SUI    | Brigitte Kienast Irene Bürgi Erika Frewein Efi Rüegsegger                                   | GER   | Almut Hege Josefine Einsle Suzanne Koch Petra Tschetsch                              |
| 1985 | CAN  | Linda Moore Lindsay Sparkes Debbie Jones Laurie Carney                                  | SCO    | Isobel Torrance, Jr. Margaret Craig Jackie Steele Sheila Harvey                             | SUI   | Erika Müller Barbara Meyer Barbara Meier Franziska Jöhr                              |
| 1986 | CAN  | Marilyn Darte Kathy McEdwards Chris Jurgenson Jan Augustyn                              | GER    | Andrea Schöpp Monika Wagner Stephanie Mayr Elinor Schöpp                                    | SWE   | Maud Nordlander Inga Arfwidsson Ulrika Åkerberg Barbro Arfwidsson                    |
| 1987 | CAN  | Pat Sanders Georgina Hawkes Louise Herlinveau Deb Massullo                              | GER    | Andrea Schöpp Almut Hege Monika Wagner Elinor Schöpp                                        | SUI   | Marianne Flotron Gisela Peter Beatrice Frei Caroline Rück                            |
| 1988 | GER  | Andrea Schöpp Almut Scholl Monika Wagner Suzanne Fink                                   | CAN    | Heather Houston Lorraine Lang Diane Adams Tracy Kennedy                                     | SWE   | Anette Norberg Anna Rindeskog Sofie Marmont Louise Marmont                           |
| 1989 | CAN  | Heather Houston Lorraine Lang Diane Adams Tracy Kennedy Gloria Taylor                   | NOR    | Trine Trulsen Dordi Nordby Hanne Pettersen Mette Halvorsen                                  | GER   | Andrea Schöpp Monika Wagner Barbara Haller Christina Haller                          |
| 1989 | CAN  | Heather Houston Lorraine Lang Diane Adams Tracy Kennedy Gloria Taylor                   | NOR    | Trine Trulsen Dordi Nordby Hanne Pettersen Mette Halvorsen                                  | SWE   | Anette Norberg Anna Rindeskog Sofie Marmont Louise Marmont                           |
| 1990 | NOR  | Dordi Nordby Hanne Pettersen Mette Halvorsen Anne Bakke                                 | SCO    | Carolyn Hutchinson Claire Milne Mairi Milne Tara Brown                                      | CAN   | Alison Goring Kristin Turcotte Andrea Lawes Cheryl McPherson Anne Merklinger         |
| 1990 | NOR  | Dordi Nordby Hanne Pettersen Mette Halvorsen Anne Bakke                                 | SCO    | Carolyn Hutchinson Claire Milne Mairi Milne Tara Brown                                      | DEN   | Helena Blach Malene Krause Lone Kristoffersen Gitte Larsen                           |
| 1991 | NOR  | Dordi Nordby Hanne Pettersen Mette Halvorsen Anne Jøtun Marianne Aspelin                | CAN    | Julie Sutton Jodie Sutton Melissa Soligo Karri Wilms Elaine Dagg-Jackson                    | SCO   | Christine Allison Claire Milne Mairi Milne Margaret Richardson                       |
| 1991 | NOR  | Dordi Nordby Hanne Pettersen Mette Halvorsen Anne Jøtun Marianne Aspelin                | CAN    | Julie Sutton Jodie Sutton Melissa Soligo Karri Wilms Elaine Dagg-Jackson                    | SWE   | Anette Norberg Cathrine Norberg Anna Rindeskog Helene Granqvist Ann-Catrin Kjerr     |
| 1992 | SWE  | Elisabet Johansson Katarina Nyberg Louise Marmont Elisabeth Persson Annika Lööf         | USA    | Lisa Schoeneberg Amy Hatten-Wright Lori Mountford Jill Jones                                | CAN   | Connie Laliberte Laurie Allen Cathy Gauthier Janet Arnott                            |
| 1992 | SWE  | Elisabet Johansson Katarina Nyberg Louise Marmont Elisabeth Persson Annika Lööf         | USA    | Lisa Schoeneberg Amy Hatten-Wright Lori Mountford Jill Jones                                | SUI   | Janet Hürlimann Angela Lutz Laurence Bidaud Sandrine Mercier                         |
| 1993 | CAN  | Sandra Peterson Jan Betker Joan McCusker Marcia Gudereit Anita Ford                     | GER    | Janet Strayer Josefine Einsle Petra Tschetsch-Hiltensberger Karen Fischer, Elisabeth Ländle | NOR   | Dordi Nordby Hanne Pettersen Marianne Aspelin Cecilie Torhaug                        |
| 1993 | CAN  | Sandra Peterson Jan Betker Joan McCusker Marcia Gudereit Anita Ford                     | GER    | Janet Strayer Josefine Einsle Petra Tschetsch-Hiltensberger Karen Fischer, Elisabeth Ländle | SWE   | Elisabet Johansson Katarina Nyberg Louise Marmont Elisabeth Persson Annika Lööf      |
| 1994 | CAN  | Sandra Peterson Jan Betker Joan McCusker Marcia Gudereit Anita Ford                     | SCO    | Christine Cannon Claire Milne Mairi Herd Janice Watt Sheila Harvey                          | GER   | Josefine Einsle Michaela Greif Karin Fischer Elisabeth Ländle Sabine Weber           |
| 1994 | CAN  | Sandra Peterson Jan Betker Joan McCusker Marcia Gudereit Anita Ford                     | SCO    | Christine Cannon Claire Milne Mairi Herd Janice Watt Sheila Harvey                          | SWE   | Elisabet Johansson Katarina Nyberg Louise Marmont Elisabeth Persson Helena Svensson  |
| 1995 | SWE  | Elisabet Gustafson Katarina Nyberg Louise Marmont Elisabeth Persson Helena Svensson     | CAN    | Connie Laliberte Cathy Overton Cathy Gauthier Janet Arnott Debbie Jones-Walker              | NOR   | Dordi Nordby Hanne Pettersen Marianne Aspelin Cecilie Torhaug                        |
| 1996 | CAN  | Marilyn Bodogh Corie Beveridge Kim Gellard Jane Hooper-Perroud Lisa Savage              | USA    | Lisa Schoeneberg Erika Brown Lori Mountford Allison Darragh Debbie Henry                    | NOR   | Dordi Nordby Marianne Haslum Marianne Aspelin Kristin Løvseth Hanne Woods            |
| 1997 | CAN  | Sandra Schmirler Jan Betker Joan McCusker Marcia Gudereit Atina Ford                    | NOR    | Dordi Nordby Marianne Haslum Marianne Aspelin Kristin Løvseth Hanne Woods                   | DEN   | Helena Blach Lavrsen Margit Pörtner Dorthe Holm Lisa Richardson Jane Bidstrup        |
| 1998 | SWE  | Elisabet Gustafson Katarina Nyberg Louise Marmont Elisabeth Persson Margaretha Lindahl  | DEN    | Helena Blach Lavrsen Margit Pörtner Dorthe Holm Lisa Richardson Trine Qvist                 | CAN   | Cathy Borst Heather Godberson Brenda Bohmer Kate Horne Rona McGregor                 |
| 1999 | SWE  | Elisabet Gustafson Katarina Nyberg Louise Marmont Elisabeth Persson Margaretha Lindahl  | USA    | Patti Lank Erika Brown Allison Darragh Tracy Sachtjen Barbara Perrella                      | DEN   | Lene Bidstrup Malene Krause Susanne Slotsager Avijaja Petri Lilian Frøhling          |
| 2000 | CAN  | Kelley Law Julie Skinner Georgina Wheatcroft Diane Nelson Cheryl Noble                  | SUI    | Luzia Ebnöther Nicole Strausak Tanya Frei Nadia Raspe Laurence Bidaud                       | NOR   | Dordi Nordby Hanne Woods Marianne Aspelin Cecilie Torhaug Kristin Tøsse Løvseth      |
| 2001 | CAN  | Colleen Jones Kim Kelly Mary-Anne Waye Nancy Delahunt Laine Peters                      | SWE    | Anette Norberg Cathrine Norberg Eva Lund Helena Lingham Maria Engholm                       | DEN   | Lene Bidstrup Malene Krause Susanne Slotsager Avijaja Lund Nielsen Lisa Richardson   |
| 2002 | SCO  | Jackie Lockhart Sheila Swan Katriona Fairweather Anne Laird Edith Loudon                | SWE    | Maria Engholm Margaretha Sigfridsson Annette Jörnlind Anna-Kari Lindholm Ulrika Bergman     | NOR   | Dordi Nordby Hanne Woods Marianne Haslum Camilla Holth Trine Trulsen Vågberg         |
| 2003 | USA  | Debbie McCormick Allison Pottinger Ann Swisshelm Silver Tracy Sachtjen Joni Cotten      | CAN    | Colleen Jones Kim Kelly Mary-Anne Waye Nancy Delahunt Laine Peters                          | SWE   | Anette Norberg Eva Lund Cathrine Norberg Helena Lingham Maria Prytz                  |
| 2004 | CAN  | Colleen Jones Kim Kelly Mary-Anne Arsenault Nancy Delahunt Mary Sue Radford             | NOR    | Dordi Nordby Linn Githmark Marianne Haslum Camilla Holth Marianne Rørvik                    | SUI   | Luzia Ebnöther Carmen Küng Tanya Frei Nadia Röthlisberger-Raspe Laurence Bidaud      |
| 2005 | SWE  | Anette Norberg Eva Lund Cathrine Norberg Anna Bergström Ulrika Bergman                  | USA    | Cassandra Johnson Jamie Johnson Jessica Schultz Maureen Brunt Courtney George               | NOR   | Dordi Nordby Linn Githmark Marianne Haslum Camilla Holth Marianne Rørvik             |
| 2006 | SWE  | Anette Norberg Eva Lund Cathrine Lindahl Anna Svärd Ulrika Bergman                      | USA    | Debbie McCormick Allison Pottinger Nicole Joraanstad Natalie Nicholson Caitlin Maroldo      | CAN   | Kelly Scott Jeanna Schraeder Sasha Carter Renee Simons Michelle Allen                |
| 2007 | CAN  | Kelly Scott Jeanna Schraeder Sasha Carter Renee Simons Michelle Allen                   | DEN    | Angelina Jensen Madeleine Dupont Denise Dupont Camilla Jensen Ane Hansen                    | SCO   | Kelly Wood Jackie Lockhart Lorna Vevers Lindsay Wood Karen Addison                   |
| 2008 | CAN  | Jennifer Jones Cathy Overton-Clapham Jill Officer Dawn Askin Jennifer Clark-Rouire      | CHN    | Wang Bingyu Liu Yin Yue Qingshuang Zhou Yan Liu Jinli                                       | SUI   | Mirjam Ott Carmen Schäfer Valeria Spälty Janine Greiner Carmen Küng                  |
| 2009 | CHN  | Wang Bingyu Liu Yin Yue Qingshuang Zhou Yan Liu Jinli                                   | SWE    | Anette Norberg Eva Lund Cathrine Lindahl Margaretha Sigfridsson Kajsa Bergström             | DEN   | Angelina Jensen Madeleine Dupont Denise Dupont Camilla Jensen Ane Hansen             |
| 2010 | GER  | Andrea Schöpp Melanie Robillard Monika Wagner Stella Heiß Corinna Scholz                | SCO    | Eve Muirhead Kelly Wood Lorna Vevers Anne Laird Sarah Reid                                  | CAN   | Jennifer Jones Cathy Overton-Clapham Jill Officer Dawn Askin Jennifer Clark-Rouire   |
| 2011 | SWE  | Anette Norberg Cecilia Östlund Sara Carlsson Liselotte Lennartsson Karin Rudström       | CAN    | Amber Holland Kim Schneider Tammy Schneider Heather Kalenchuk Jolene Campbell               | CHN   | Wang Bingyu Liu Yin Yue Qingshuang Zhou Yan Yu Xinna                                 |
| 2012 | SUI  | Mirjam Ott Carmen Schäfer Carmen Küng Janine Greiner Alina Pätz                         | SWE    | Margaretha Sigfridsson Maria Prytz Christina Bertrup Maria Wennerström Sabina Kraupp        | CAN   | Heather Nedohin Beth Iskiw Jessica Mair Laine Peters Amy Nixon                       |
| 2013 | SCO  | Eve Muirhead Anna Sloan Vicki Adams Claire Hamilton Lauren Gray                         | SWE    | Margaretha Sigfridsson Maria Prytz Christina Bertrup Maria Wennerström Agnes Knochenhauer   | CAN   | Rachel Homan Emma Miskew Alison Kreviazuk Lisa Weagle Stephanie LeDrew               |
| 2014 | SUI  | Binia Feltscher-Beeli Irene Schori Franziska Kaufmann Christine Urech Carole Howald     | CAN    | Rachel Homan Emma Miskew Alison Kreviazuk Lisa Weagle Stephanie LeDrew                      | RUS   | Anna Sidorova Margarita Fomina Aleksandra Saitova Jekaterina Galkina Nkeiroeka Ezekh |
| 2015 | SUI  | Alina Pätz Nadine Lehmann Marisa Winkelhausen Nicole Schwägli Carole Howald             | CAN    | Jennifer Jones Kaitlyn Lawes Jill Officer Dawn McEwen Jennifer Clark-Rouire                 | RUS   | Anna Sidorova Margarita Fomina Aleksandra Saitova Jekaterina Galkina Nkeiroeka Ezekh |
| 2016 | SUI  | Binia Feltscher Irene Schori Franziska Kaufmann Christine Urech Carole Howald           | JPN    | Satsuki Fujisawa Chinami Yoshida Yumi Suzuki Yurika Yoshida Mari Motohashi                  | RUS   | Anna Sidorova Margarita Fomina Aleksandra Rajeva Nkeiroeka Ezekh Alina Kovaleva      |
| 2017 | CAN  | Rachel Homan Emma Miskew Joanne Courtney Lisa Weagle Cheryl Kreviazuk                   | RUS    | Anna Sidorova Margarita Fomina Aleksandra Raeva Nkeiroeka Ezekh Alina Kovaleva              | SCO   | Eve Muirhead Anna Sloan Vicki Adams Kelly Schafer Lauren Gray                        |
| 2018 | CAN  | Jennifer Jones Kaitlyn Lawes Jill Officer Dawn McEwen Shannon Birchard                  | SWE    | Anna Hasselborg Sara McManus Agnes Knochenhauer Sofia Mabergs Jennie Wåhlin                 | RUS   | Viktoria Mojsejeva Joelia Portoenova Galina Arsenkina Joelia Goezieva Anna Sidorova  |
| 2019 | SUI  | Silvana Tirinzoni Esther Neuenschwander Melanie Barbezat Alina Pätz Marisa Winkelhausen | SWE    | Anna Hasselborg Sara McManus Agnes Knochenhauer Sofia Mabergs Johanna Heldin                | KOR   | Kim Min-ji Yang Tae-i Kim Hye-rin Kim Su-jin                                         |
| 2021 | SUI  | Silvana Tirinzoni Esther Neuenschwander Melanie Barbezat Alina Pätz Carole Howald       | RUS    | Alina Kovaleva Joelia Portoenova Galina Arsenkina Jekaterina Koezmina Maria Komarova        | USA   | Tabitha Peterson Nina Roth Becca Hamilton Tara Peterson Aileen Geving                |
| 2022 | SUI  | Silvana Tirinzoni Esther Neuenschwander Melanie Barbezat Alina Pätz Carole Howald       | KOR    | Kim Eun-jung Kim Cho-hi Kim Kyeong-ae Kim Seon-yeong Kim Yeong-mi                           | CAN   | Kerri Einarson Shannon Birchard Val Sweeting Briane Meilleur Krysten Karwacki        |